# Enolmis abenhumeya
Enolmis abenhumeya is een vlinder uit de familie dikkopmotten (Scythrididae). De wetenschappelijke naam is voor het eerst geldig gepubliceerd in 1951 door Ramón Agenjo Cecilia.
De soort komt voor in Europa.